# 70/30
70/30 er en dansk dokumentarfilm fra 2021 instrueret af Phie Ambo.

## Handling
I 2019 gik tusindvis af danske børn og unge på gaden. De droppede skolen for at demonstrere for klimaet, mobiliserede deres forældre og bedsteforældre og krævede handling NU! Da der samme år blev udskrevet valg, stod det klart, at en grøn klimapolitik trak stemmer, og med ét kom klimaet øverst på dagsordenen. Nu skal den nye regering sætte handling bag valgløfterne. Kan politikere, borgere og erhvervsliv finde hinanden og gøre Danmark til et grønt forgangsland – eller vil ambitionerne drukne i takt med, at den nye klimalov møder virkeligheden?

## Medvirkende
- Dan Jørgensen
- Ida Auken
- Selma de Montgomery
- Esther Kjeldahl